# الجدل حول الخلايا الجذعية
الجدل حول الخلايا الجذعية هو النظر في أخلاقيات الأبحاث التي تشمل تطوير واستخدام الأجنة البشرية. يركز هذا الجدل على الخلايا الجذعية الجنينية بشكل رئيسي. لا تشمل جميع أبحاث الخلايا الجذعية الأجنة البشرية. مثلًا، لا يتطلب استخدام الخلايا الجذعية البالغة، والخلايا الجذعية السلوية، والخلايا الجذعية المستحثة متعددة القدرات، تكوين أو استخدام أو تدمير أجنة بشرية، فهي أقل إثارة للجدل، إن كانت كذلك أصلًا. تتضمن العديد من المصادر الأقل إثارة للجدل للحصول على الخلايا الجذعية استخدام خلايا من الحبل السري وحليب الثدي ونخاع العظام، لكنها ليست متعددة القدرات.

## خلفية
لعدة عقود، لعبت الخلايا الجذعية دورًا مهمًا في البحث الطبي، بدءًا من عام 1868 عندما استخدم إرنست هيكل هذه العبارة لأول مرة لوصف البويضة المخصبة التي تنضج في النهاية لتكون كائن حي. استخدم ويليام سيدغويك المصطلح لاحقًا في عام 1886 لوصف أجزاء النبات التي تنمو وتتجدد. قدم ألكسندر ماكسيمو وليروي ستيفنز مفهوم أن الخلايا الجذعية قد تكون متعددة القدرات. أدى هذا الاكتشاف الهام إلى أول عملية زرع نخاع عظام بشري من قبل إدوارد دونال توماس في عام 1956، والتي، رغم نجاحها في إنقاذ الأرواح، أثارت الكثير من الجدل منذ ذلك الحين. تضمن ذلك العديد من المضاعفات المرافقة لزراعة الخلايا الجذعية (أجريت نحو 200 عملية زرع نخاع خيفي في البشر، دون نجاح طويل الأمد حتى اكتشاف أول علاج ناجح)، وصولًا إلى مشكلات أكثر حداثة، مثل عدد الخلايا الكافي لإجراء عمليات زراعة الخلايا الجذعية المكونة للدم، وما إذا كان المرضى الأكبر سنًا يجب أن يخضعوا لهذا العلاج، ودور العلاجات القائمة على الأشعة في التحضير للزرع.

### الاستخدام المحتمل في العلاج
نظرًا لأن الخلايا الجذعية متعددة القدرات تملك القدرة على التمايز إلى أي نوع من الخلايا، تستخدم في تطوير العلاجات الطبية لمجموعة واسعة من الحالات. تشمل العلاجات المقترحة علاج الصدمات الجسدية والحالات التنكسية والأمراض الوراثية (بالمشاركة مع العلاج الجيني). مع ذلك، يمكن تطوير علاجات أخرى باستخدام الخلايا الجذعية نظرًا لقدرتها على إصلاح تلف الأنسجة واسع النطاق.
حققت الأبحاث باستخدام الخلايا الجذعية البالغة مستويات كبيرة من النجاح والإمكانات العلاجية. في أوائل عام 2009، وافقت إدارة الغذاء والدواء على التجارب السريرية البشرية الأولى باستخدام الخلايا الجذعية الجنينية. تكون الخلايا المأخوذة من جنين فقط في مرحلة التوتية أو ما قبلها خلايا كاملة القدرة بالفعل، ما يعني أنها قادرة على تكوين جميع أنواع الخلايا بما في ذلك الخلايا المشيمية. يقتصر تمايز الخلايا الجذعية البالغة عمومًا على أنواع مختلفة من الخلايا من أنسجتها الأصلية. مع ذلك، تشير بعض الأدلة إلى مرونة الخلايا الجذعية البالغة، ما يزيد من عدد أنواع الخلايا التي يمكن أن تتمايز إليها خلية جذعية بالغة معينة.

### نقاط الجدل
يتطلب البحث عن خطوط خلوية جنينية جديدة تدمير جنين بشري. لذلك، يتعلق الكثير من الجدل المرتبط بالخلايا الجذعية الجنينية البشرية بالقضايا الأخلاقية والقانونية حول تدمير الأجنة. توجد الكثير من الأسئلة الأخلاقية والقانونية المثيرة للجدل مثل: عند أي مرحلة تبدأ حياة الجنين؟ هل يمكن تبرير تدمير جنين بشري إذا كان ذلك سيساعد في علاج أعداد لا تُحصى من المرضى وتعزيز فهمنا للمرض؟ يناقش القادة السياسيون كيفية تنظيم وتمويل الدراسات البحثية التي تتضمن التقنيات المستخدمة لإزالة الخلايا الجنينية. لم يظهر إجماع واضح في الآراء حتى الآن.
كانت الكثير من الانتقادات ناتجة عن المعتقدات الدينية، وفي أكثر الحالات شهرة، وقع الرئيس الأمريكي جورج دبليو بوش على أمر تنفيذي يحظر استخدام التمويل الفيدرالي لأيٍ من خطوط الخلايا الجذعية بخلاف تلك الموجودة بالفعل، ذاكرًا آنذاك، «يُعزى موقفي من هذه القضايا إلى معتقداتي الراسخة»، و«أؤمن أيضًا أن حياة الإنسان هي هبة مقدسة من خالقنا». أُلغي هذا الحظر جزئيًا من قبل خليفه باراك أوباما، الذي قال: «بصفتي شخصًا مؤمنًا، أعتقد أننا مدعوون للاعتناء ببعضنا البعض والعمل على تخفيف المعاناة البشرية. أعتقد أننا مُنحنا القدرة والإرادة لمتابعة هذا البحث، والإنسانية والضمير للقيام بذلك بكامل المسؤولية».

## وجهات النظر
أعاد الجدل حول الخلايا الجذعية تنشيط الحركة المناهضة للإجهاض، والتي يهتم أعضاؤها بحقوق ومكانة الجنين البشري في سن مبكرة من الحياة البشرية. اعتقدوا أن الأبحاث التي تشمل الخلايا الجذعية الجنينية تنتهك قدسية الحياة وتستغلها، وهي بمثابة القتل العمد. تتمثل الحجة الأساسية لمن يعارضون أبحاث الخلايا الجذعية الجنينية في الاعتقاد بأن حياة الإنسان مصونة، بالإضافة إلى الاعتقاد بأن حياة الإنسان تبدأ عندما تقوم خلية منوية بتخصيب بويضة لتشكيل خلية واحدة. يرى المؤيدون أنه في حال التخلص من هذه الأجنة واستخدامها كخلايا جذعية، يمكنها البقاء على قيد الحياة كجزء من شخص بشري حي.
يستخدم بعض الباحثين في الخلايا الجذعية الأجنة التي حُضرت ولكن لم تستخدم في علاجات الإخصاب في المختبر لاشتقاق خطوط جديدة من الخلايا الجذعية. يجب تدمير معظم هذه الأجنة، أو تخزينها لفترات طويلة من الزمن، تتجاوز عمرها التخزيني القابل للحياة. في الولايات المتحدة وحدها، يوجد ما لا يقل عن 400,000 من هذه الأجنة. دفع ذلك بعض المناهضين للإجهاض، مثل السناتور أورين هاتش، إلى دعم أبحاث الخلايا الجذعية الجنينية البشرية. 
أفاد الباحثون الطبيون على نطاق واسع أن أبحاث الخلايا الجذعية قد تغير أساليب فهم الأمراض وعلاجها، وتخفيف المعاناة. يتوقع معظم الباحثين الطبيين أن يتمكنوا مستقبلًا من استخدام التقنيات القائمة على أبحاث الخلايا الجذعية لعلاج مجموعة متنوعة من الأمراض والإعاقات. تعد إصابات الشوكي ومرض باركنسون من الأمثلة التي عايشتها شخصيات إعلامية بارزة (مثلًا، كريستوفر ريفو ومايكل جي فوكس، اللذان عانا من هاتين الحالتين، على التوالي). تزيد الفوائد الطبية المتوقعة لأبحاث الخلايا الجذعية من ضرورة هذه النقاشات، والتي وافق عليها أنصار أبحاث الخلايا الجذعية الجنينية.